# سینه‌سرخ سینه‌سفید
سینه‌سرخ سینه‌سفید (نام علمی: Eopsaltria georgiana) نام یک گونه از سرده سینه‌سرخ‌های زرد است.